# Eunike Grahofer

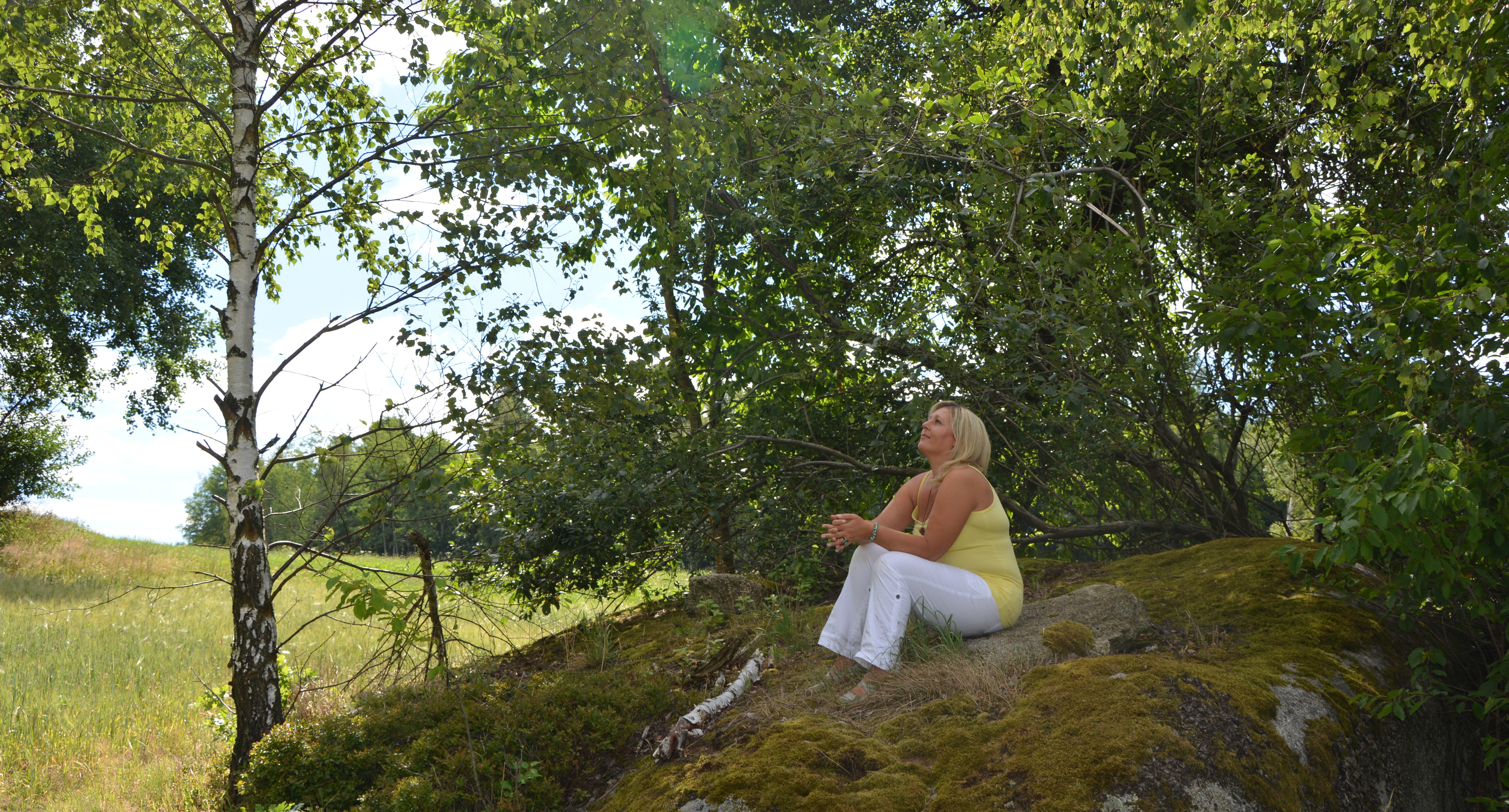
Eunike Grahofer in der Waldviertler Landschaft (2017)

Eunike Grahofer (* 14. Mai 1975) ist eine österreichische Sachbuchautorin aus Waidhofen an der Thaya. 

## Leben
Grahofer arbeitet als Kräuterpädagogin. Ihre Tätigkeitsbereiche umfassen Hausmittel, Pflanzenwissen, Volkskunde und Familiengeschichten. So dokumentiert sie in ihren Büchern volkskundlichen Pflanzenwissen.
Eunike Grahofer war 2020 Stadträtin für Gesundheit und 2021 Bürgermeisterin in Waidhofen an der Thaya.

## Auszeichnungen
- 2015: Ö1 Preis[1]
- UNIKO Preis 2015 Uni Salzburg[3]

## Publikationen (Auswahl)
- mit Denise Grahofer: Rindenküche – Köstlichkeiten aus Baum- und Strauchrinden. Freya Verlag, 2022, ISBN 978-3-99025-457-8
- Rindenapotheke – Volksmedizin aus Baum- und Strauchrinden. Freya Verlag, 2022, ISBN 978-3-99025-456-1
- Rindenmedizin. Freya Verlag, 2022, ISBN 978-3-99025-440-0
- mit Renée Schüttengruber: Schönheitspflanzen und ihre Wirkungen. Freya Verlag, 2022, ISBN 978-3-99025-444-8
- Wildniswissen. Freya Verlag, 2020, ISBN 978-3-99025-407-3
- Omas geniale Wetterpflanzen. Freya Verlag, 2020, ISBN 978-3-99025-394-6
- Wildnisapotheke. Freya Verlag, 2018, ISBN  978-3-99025-332-8
- Mein Kräutererbe – Uralte Heilrezepte. Freya Verlag, 2017, ISBN 978-3-99025-304-5
- Die Hechals – Brauchtum, altes Handwerk und Rezepte aus dem Mostviertel. Freya Verlag, 2016, ISBN 978-3-99025-277-2
- DIY Hausmittel im Jahreskreis. Freya Verlag, 2016, ISBN  978-3-99025-250-5
- DIY Rezepte durchs Bauernjahr. Freya Verlag, 2016, ISBN 978-3-99025-249-9
- Der Pepi Onkel – Das Pflanzenwissen der einfachen Leut. Freya Verlag, 2014, ISBN 978-3-99025-160-7
- Die Leissinger Oma – Das Pflanzenwissen der einfachen Leut. Freya Verlag, 2013, ISBN 978-3-99025-103-4